# Elektrische tractie
De elektrische tractie is het geheel van elektromotoren en aansturing in elektrische vervoermiddelen zoals treinen, trams, metro's, trolleybussen, elektrische bussen, elektrische auto's en klein rollend materieel zoals vorkheftrucks. De elektrische energie is afkomstig van externe bronnen en kan opgeslagen worden in batterijen. 
Van elektrische aandrijving is sprake als de aandrijving met elektromotoren geschiedt maar de elektrische energie opgewekt wordt door bijvoorbeeld een dieselgenerator in het voertuig.

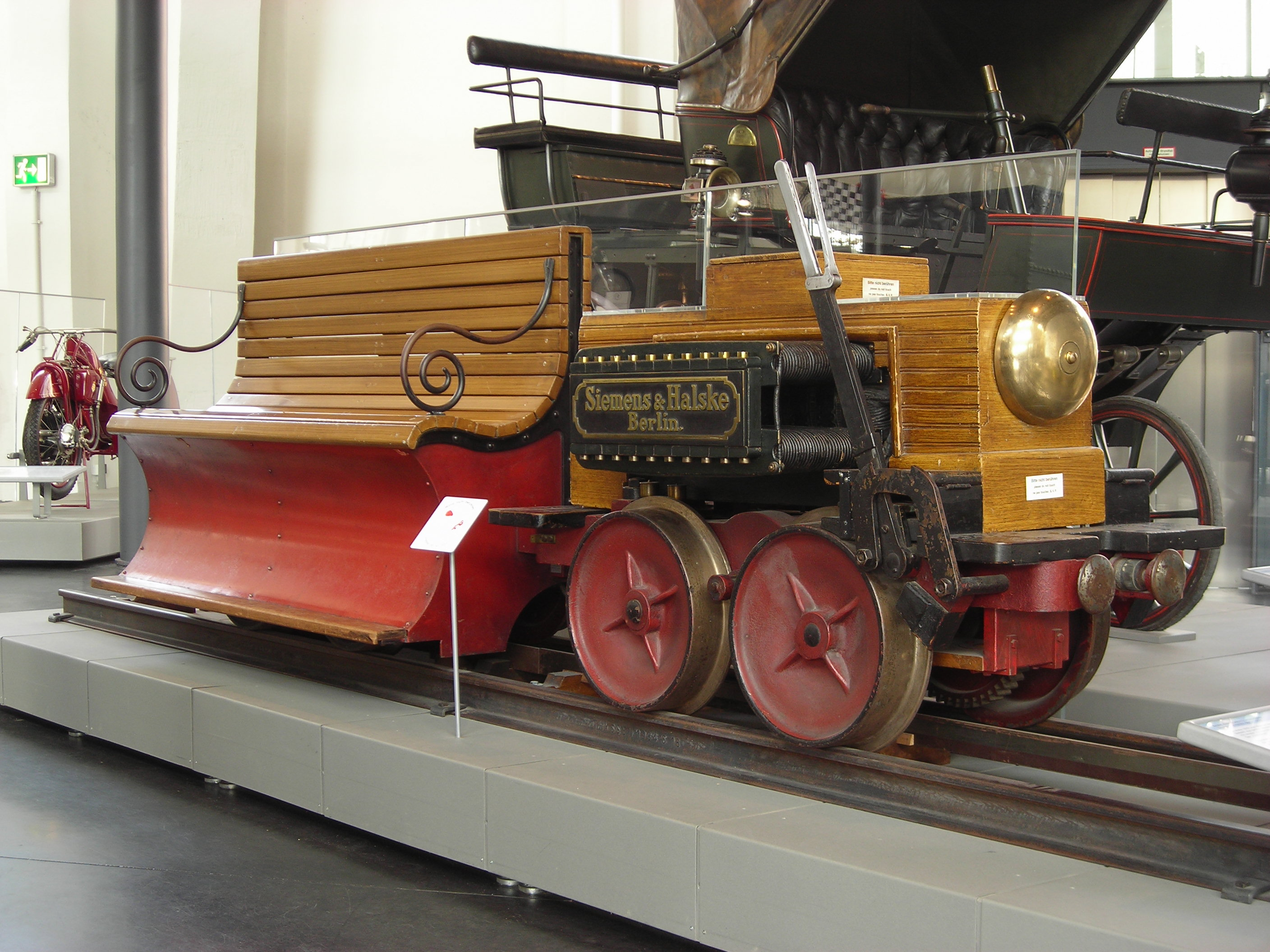
De eerste elektrische locomotief van Siemens gebruikt in demonstratieritten op de wereldtentoonstelling van 1879 in Berlijn

## Technologische ontwikkelingen

### Rijweerstanden
Bij vroegere elektrische treinen in Nederland werden weerstanden gebruikt om de trekkracht en snelheid te regelen: meer weerstand in de stroomkring betekent minder stroom door, respectievelijk spanning over de elektromotoren en andersom. Veel van deze krachtvoertuigen hadden vier tractiemotoren: twee motordraaistellen met ieder twee 750 volt-motoren (=1500/2 V) in permanente serieschakeling. Bij het aanzetten werden alle vier de motoren in serie geschakeld (max. 1500/4=375 V). Dit hele systeem kan ook dubbel worden uitgevoerd zoals bij de tweedelige sprinter (alle assen aangedreven). Bij locomotieven met zes tractiemotoren kunnen de motoren ook in groepen van drie parallel geschakeld worden ("serie-parallel").
In treinen met rijweerstanden zijn tijdens het optrekken schokjes voelbaar. Bij elk schokje werd een weerstand uit de tractiestroomkring kortgesloten of de motorgroepering gewijzigd (bijvoorbeeld van serie naar parallel). Als alle weerstanden kortgesloten waren, kon de trekkracht, en ook de snelheid, verder verhoogd worden door weerstanden parallel aan het motorveld te schakelen (veldverzwakking).
Nadelen van tractieregeling met weerstanden zijn:
- het aanzetverlies door het omzetten van energie in warmte in de weerstanden
- de aanzetweerstanden kunnen slechts korte tijd stroom voeren voordat ze door oververhitting zouden verbranden/doorsmelten zonder (extra) ventilatie. Tot de ontwikkeling van de vermogenselektronica was het echter de enige manier om het vermogen van een elektrische trein te regelen.
- minder gelijkmatige versnelling (lager comfort voor de reiziger)
- nauwelijks mogelijkheid tot terugwinning van remenergie: recuperatief remmen

Bij treinstellen werden de weerstanden onder de trein geplaatst. De ventilatie werd verzekerd door de luchtstroom die wordt veroorzaakt door de beweging van het motorstel zelf (auto-ventilatie). Bij locs werden extra ventilatoren gebruikt, gevoed op hoogspanning (geforceerde ventilatie). Weerstandtractie vindt men na het buitendienststellen van de laatste Mat '64 alleen nog in ICM-1, de eerste generatie Koplopers.

#### Voorbeelden
Bekende treinstellen met weerstanden zijn Mat '64 (Plan V, Plan T) en nog niet gereviseerd Stadsgewestelijk Materieel. In België was AM62 een treinstelserie met weerstanden en de elektrische locomotieven de 23/25/25.5/26. De oudere Koplopers en Amsterdamse trams hebben ook rijweerstanden.

### Choppers
In de jaren zeventig en tachtig was de
chopper (in Vlaanderen hakker genoemd) in opkomst. Een thyristor, het belangrijkste onderdeel van de chopper, schakelt de stroom binnen een seconde vele malen in en uit. Door de verhouding "aan" en "uit" te veranderen kan ook de gemiddelde motorspanning worden veranderd. Het principe is enigszins te vergelijken met optisch mengen bij een drukkerij, en - dichter bij huis - bijvoorbeeld een lichtdimmer. Treinen en trams met choppers zijn te herkennen aan een zoemtoon die (luid) klinkt bij het wegrijden, maar tijdens de acceleratie langzaam wegsterft. Bij het remmen kan door recuperatie ook nog energie worden teruggewonnen. Om het ATB-EG-signaal niet te storen, zijn overigens 75 Hz-filters aangebracht.

#### Voorbeelden
Bekende treinen met choppers zijn Koplopers, de elektrische locomotieven 1600/1700/1800 en in België het motorstel AM73 . Ook RET (MG2) Metrostellen 5151 en 5152 bouwjaar 1975, de Haagse GTL-trams (en -reeds beginjaren zeventig- de vijf thyristor-PCC's: 1336-1340) alsmede de Vlaamse Kusttrams, en de gerenoveerde Antwerpse PCC's hebben choppers. De Sprinters werden recent gerenoveerd met choppers bij revisie.

### Draaistroomtechnologie
Draaistroomaandrijving wordt sinds de jaren tachtig steeds meer toegepast. Met de komst van compacte vermogenselektronica werd het mogelijk om gelijkstroom in het voertuig om te zetten in draaistroom met een inverter, c.q. regelbare frequentie.
Voor de komst van deze elektronica werd bij draaistroomtractie gebruikgemaakt van onder andere een dubbele bovenleiding (fasen 1 en 2) en de rails (fase 3). De bovenleidingen en stroomafnemers voor dit systeem waren gecompliceerd en het beperkte aantal snelheidstrappen was ook een nadeel. In Noord-Italië werd deze vorm van draaistroomtractie toegepast tot 1976. In Nederland en Duitsland werden begin 20e eeuw overigens al draaiveldmachines beproefd, zoals in 1908 op de (eenfasige) Hofpleinlijn, de eerste elektrische tractie van de ZHESM in Nederland.
Bij de moderne draaistroom (driefasige wisselstroom) wordt de gelijkspanning omgezet in een driefase-wisselspanning, waarmee draaistroommotoren worden aangedreven. Door de frequentie te veranderen wordt de draaisnelheid van de motor veranderd. Voordeel van draaistroommotoren is het geringe onderhoud en de compacte bouw. Bij het remmen kan de energie worden teruggewonnen (recuperatie). Wielslip komt bij asynchrone motoren niet voor: als het wiel doorslaat valt de tractie meteen uit, omdat het noodzakelijke snelheidsverschil (slip) tussen rotor en draaiveld wegvalt. Het motorgeluid van draaistroommotoren is zeer herkenbaar en bestaat bij het versnellen uit een reeks oplopende tonen die telkens steeds trager herhaald worden ("dwe-dwee-dweee-dweeee"). Bij een belangrijk deel van de TGV-serie in Frankrijk wordt de tractie echter niet door asynchrone kooiankermachines, maar door synchrone draaistroommotoren verkregen.
Bij draaistroomtractie onder gelijkstroombovenleiding van treinen wordt de gelijkspanning van de bovenleiding door de lijnchopper omgezet in een stabiele gelijkspanning van 2300 volt. Uit deze tussenkringspanning wordt door drie inverters draaistroom gemaakt. Bij eenfase-wisselstroombovenleiding bevinden zich vóór de lijnchopper een transformator en gelijkrichter.
Om in Nederland het ATB-EG-signaal niet te storen, zijn 75 Hz-filters aangebracht.

#### Voorbeelden
Bekende treinen, trams, metro's en trolleybussen met draaistroommotoren zijn IRM en mDDM bij de NS, de Belgische motortreinstelserie AM96, Amsterdams ringlijnmetromaterieel en diverse series trams zoals de Combino, de Rotterdamse trams (ZGT 700-serie en Citadis) en de nieuwere metrostellen, en de Arnhemse gelede trolleybussen van het merk Berkhof.